# Колосальна статуя

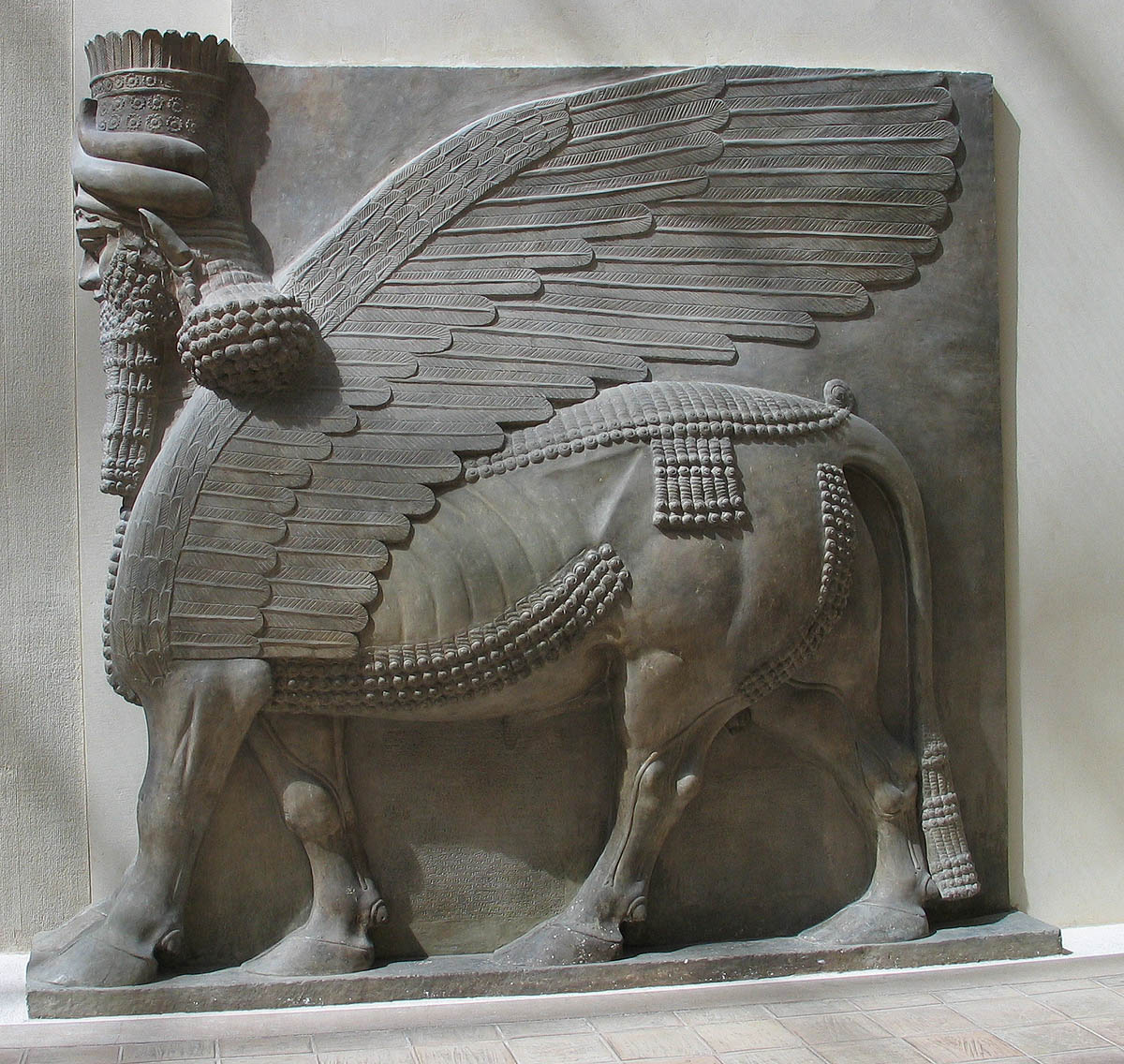
Крилатий бик з людською головою (ламассу) з Дур-Шаррукін, Новоассірійська імперія.
Розміри приблизно 4 × 4 × 1 м. Лувр, Париж.

Колосальна статуя — повна скульптурна статуя (скульптура або пластичний витвір мистецтва), яка у декілька разів більша за натуральну величину, переважно із зображенням людини чи тварини (рідше предмета), виготовлена з каменю, але також виготовлена з бронзи, міді чи дорогоцінних матеріалів. наприклад, золото, слонова кістка на залізі з деревом як опорним каркасом. Колосальні статуї також називають монументальними статуями.

## Значення
Вже в ранню античність колосальні статуї були звичайною практикою в передових культурах, такими були, наприклад, крилаті бики та леви в Месопотамії. Основна мета — символічне зображення богів і правителів у вигляді статуї на повен зріст, іноді сидячи, рідше — у вигляді кінної статуї. Люди вірили, що статуя бога має бути великою, щоб бути красивою, важливою та відповідною божеству.
Звичай виготовлення гігантських статуй зник у Середземномор'ї після падіння Римської імперії і відродився лише на початку епохи Відродження. На Далекому Сході, навпаки, продовжували виготовляти колосальні статуї Будди, напр. Б. Будда Шветхаляунг (споруджений у 994 р.).

## Походження слова
Етимологічно слово «Колос» походить із Малої Азії (ймовірно, фригійське, див. топонім Колоси), близько 1000 р. до н. е. воно потрапило в давньогрецьку мову (κολοσσός, лат. colossus), яке спочатку означало лише статую без посилання на розмір. Слово «колос» вживалося зокрема на позначення статуї Геліоса Родоського, а сама ця статуя стала синонімом масивної гігантської статуї, згодом слово «колос» стало позначати загалом все надмірно велике.

## Приклади

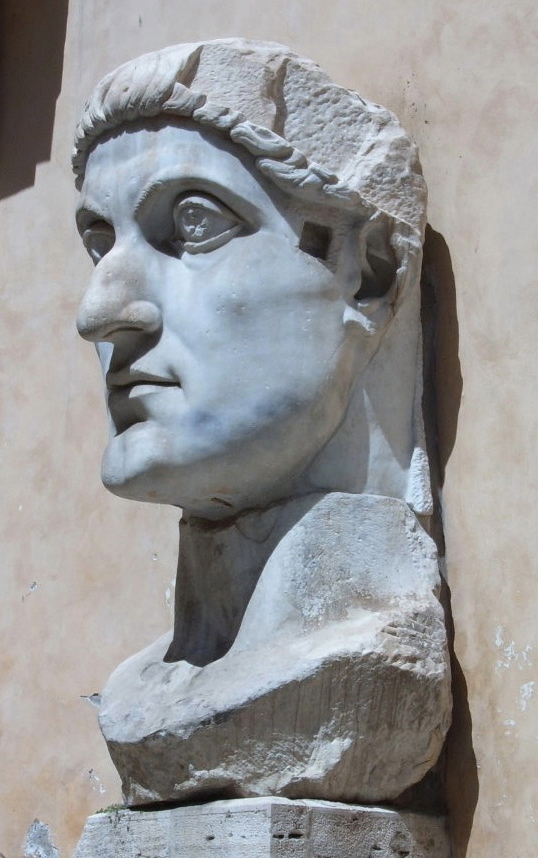
Голова колосальної статуї імператора Костянтина I.

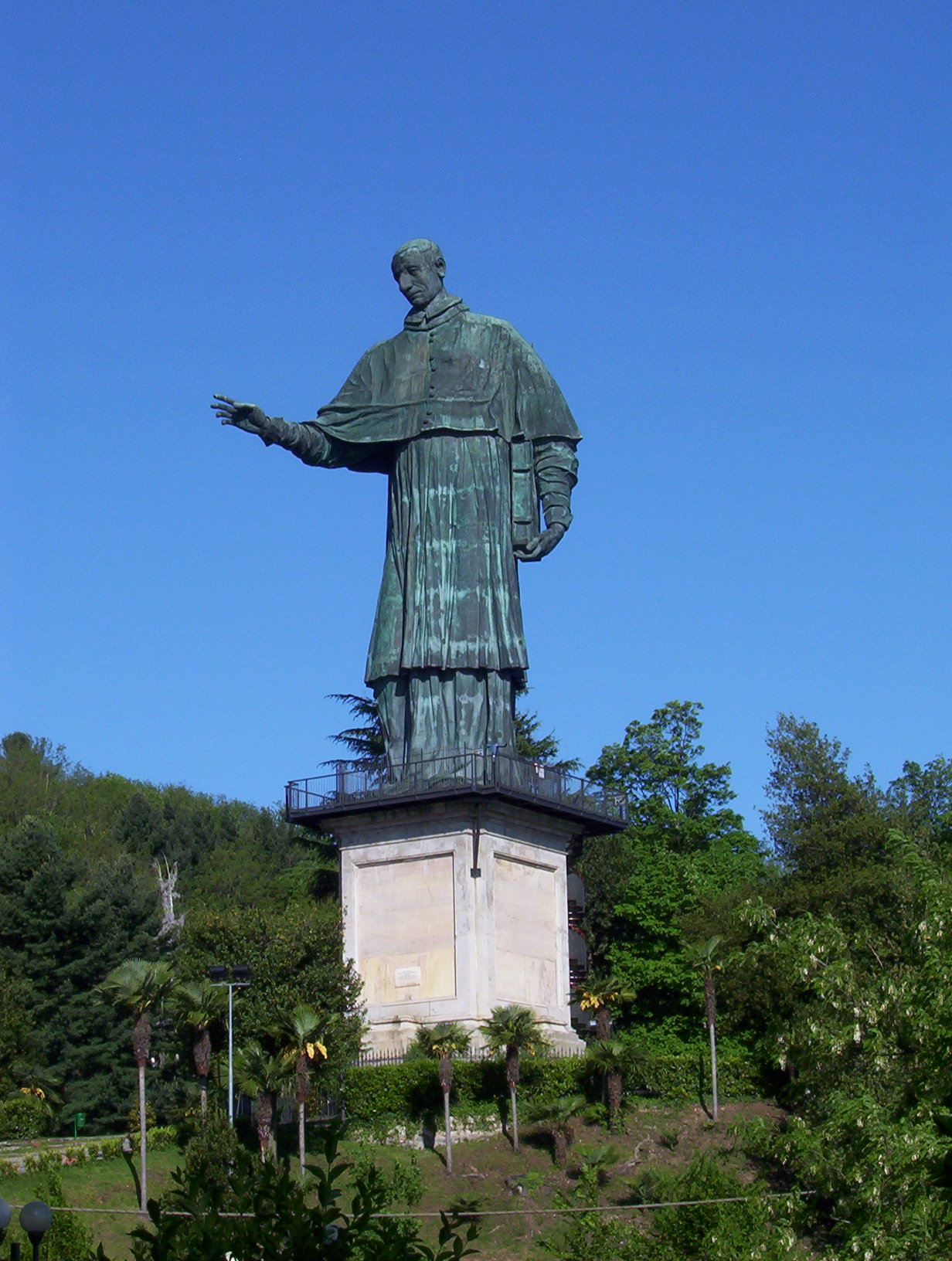
Колос Сан-Карло в Ароні, П'ємонт, Італія

### Античність
- близько 1370 р. до н.е: Колоси Мемнона Аменхотепа III. у Фівах-Захід, Єгипет (кварцит) — 18  м
- близько 1250 р. до н.е: Колосальні статуї Рамзеса II. (пісковик) — 20 м
- близько 450 р. до н.е: статуя Афіни Фідія в Афінах (золото і слонова кістка на дереві) — 13 м[2]
- близько 438 р. до н.е: Статуя Зевса роботи Фідія в Олімпії, сидяча статуя (одягнена золотом, слоновою кісткою та чорним деревом) — 12 м
- близько 320 р. до н.е: Статуя Зевса роботи Лісіппа в Таранто (бронза на залізному каркасі/камені) — 24 м
- близько 290 р. до н.е: Колос Родоський (бронза на залізному каркасі/камені) — 34 м
- близько 65 року: Колос Нерона, статуя імператора Нерона у передпокої Золотого двору (бронза, позолота) — 35 м.
- близько 330 року: Колосальна статуя імператора Костянтина I в Римі (кам'яна) — 12 м
- V століття: Колос Барлеттський, Статуя імператора Східної Римської імперії (бронза) — 5,1 м

Статуя Фідія Зевса та Колоса Родоського належали до Семи чудес стародавнього світу.

### Нова доба
- 1504: Статуя Давида роботи Мікеланджело у Флоренції — 5,17 м
- 1624: Колос Сан-Карло, статуя Карла Борромео в Ароні, Італія (мідь) — 24.50 м + цоколь 11,70 м, всього 36,2 м
- 1850: Баварія в Мюнхені (бронза) — 18,5 м + цоколь 8,9 м, всього 27,4 м
- 1875: Пам'ятник Герману в Тевтобурзькому лісі (мідь на трубчастій рамі) — 26,57 м + кам'яна основа 26,89 м, всього 53,46 м
- 1883: Пам'ятник Нідервальду поблизу Рюдесгайма (бронза) — 10,5 м (з осоновою 38 м)
- 1886: Статуя Свободи в Нью-Йорку (мідь на залізному каркасі) — 46,5 м + постамент 55,5 м, всього 102 м
- 1904: Крісто Редентор де лос Андес, на кордоні Аргентини та Чилі, найвища колосальна статуя: 3832 м над рівнем моря — 6 м
- 1906: Пам'ятник Бісмарку в Гамбурзі (граніт) — 14.8 м + постамент 19,5 м, всього 34,3 м
- 1931: Христос-Спаситель в Ріо-де-Жанейро — 30 м + цоколь 8 м (28 м розмах крил)
- 1981: Батьківщина-Мати в Києві — 62 м + постамент 40 м
- 1982—1990: копія стародавньої статуї Афіни Парфенос у репліці Парфенону в Нашвіллі, США (бронза/гіпс/золото на сталі та скловолокно) — 13 м[3]
- 1994: Крісто де ла Конкордія, найбільша статуя Христа 1994—2010 років, на висоті 2840 м над рівнем моря, Кочабамба, Болівія . — 34.2 м + база 6,24 м
- 2002: Будда Чжунюань в Лушані, Китайська Народна Республіка (мідь) — 108,45 м
- 2007: Пам'ятник імператорам Яню і Хуану поблизу Чженчжоу, Китайська Народна Республіка (автохтонна скеля) — 106 м
- 2008: Лайкюн Сеткяр, Будда в Хатакан Таунг, М'янма — 116 м (найвища статуя в світі до 2018 року)
- 2010: Статуя Христа Короля у Швібусі, Польща — 36 м + цоколь 16 м (найвища статуя Христа з 2010 року)
- 2016/17: Монтемарія, найбільша статуя Марії поблизу міста Батангас, Філіппіни — 96 м + розетка 21 м
- 2018: Статуя Єдності в індійському штаті Гуджарат — 182 м + цоколь 58 м (найвища статуя в світі, стан: 2018)